# Pseudoisturgia
Pseudoisturgia là một chi bướm đêm thuộc họ Geometridae.